# Gloeosporium capreae
Gloeosporium capreae är en svampart som beskrevs av Allesch. 1897. Gloeosporium capreae ingår i släktet Gloeosporium och familjen Dermateaceae.   Inga underarter finns listade i Catalogue of Life.